# Ⱡ
La Ⱡ ( ⱡ minúscula ), o L con doble raya, es una letra adicional utilizada en la escritura del idioma kutenai en Canadá, en la del idioma melpa y en el idioma nii en Papúa Nueva Guinea , formada por una L con diacríticos los cuales son dos barras horizontales inscritas.

## Uso
La ⱡ se usa en kutenai para transcribir el sonido de una fricativa lateral alveolar sorda [ ɬ ] . En la práctica, esto a menudo se representa mediante la barra vertical de doble barra ‹ ǂ ›. El ⱡ se usó originalmente como una alternativa a la l barrada o la l atada ‹ ɬ ›, principalmente en escritura a mano y fue la preferida por los instructores de idioma kutenai en la década de 1990.
La letra ⱡ se usa en el melpa y nii para representar una consonante fricativa lateral velar sorda [ ꞎ ]. La ⱡ reemplazó a la l ‹ ƚ › barrada horizontalmente en nii en las décadas de 1980 y 1990.

## Codificacion
| formas    | representaciones | Código | descripción                              |
| --------- | ---------------- | ------ | ---------------------------------------- |
| Mayúscula | Ⱡ                | U+2C60 | letra mayúscula latina l con doble barra |
| minúscula | ⱡ                | U+2C61 | letra minúscula latina l con doble barra |